# Thal (Steiermark)
Thal ist eine Marktgemeinde im Bezirk Graz-Umgebung in der Steiermark (Österreich).
Bekannt wurde der Ort durch die von Ernst Fuchs ausgestaltete Kirche und als Geburtsort von Arnold Schwarzenegger.

## Geografie
Die Gemeinde liegt ungefähr 4 km westlich der steirischen Landeshauptstadt Graz in der Weststeiermark. Die natürlichen Grenzen zu den Nachbargemeinden bilden nach Norden und Nordwesten der Generalkogel-Steinkogel-Zug, im Osten der Plabutsch. In den dazwischenliegenden Hügeln und Wäldern liegt der Thaler See eingebettet, der als Naherholungsgebiet genutzt wird. Ein erheblicher Teil des Gemeindegebiets wird durch den Thaler Bach (im Oberlauf Katzelbach) entwässert, der auch den Thaler See speist.

### Gemeindegliederung
Thal ist eine Streusiedlung, deren Häuser in 19 Weiler gruppiert sind. Diese Weiler heißen: Eben, Eck, Hardt, Haslau, Kirchberg, Kötschberg, Linak, Oberbichl, Oberthal, Plabutsch, Schlüsselhof, Steinberg, Unterbichl, Unterthal, Waldsdorf, Waldsdorfberg, Wendlleiten, Windhof, Winkel.

### Nachbargemeinden
| Sankt Oswald bei Plankenwarth | Gratwein-Straßengel                         | Graz |
| Hitzendorf                    | Kompassrose, die auf Nachbargemeinden zeigt | Graz |
| Hitzendorf                    | Hitzendorf                                  | Graz |

## Geschichte
Bis zum 9. Jahrhundert war das heutige Gemeindegebiet unbesiedelt. Erst im 10. Jahrhundert wurde mit Waldsdorf die erste Siedlung gegründet. Ungefähr zur selben Zeit bestand auf dem Frauenkogel über dem Thalergraben (heute Graz-Gösting) eine Fliehburg der bäuerlichen Bevölkerung. In den folgenden zwei Jahrhunderten folgten die übrigen Dörfer. Der Name Thal entspringt einem Seitenzweig der Herren von Graben, die sich auch De Valle und Von Thal nannten. Am 1. Jänner 1850 konstituierte sich in Thal der Vorläufer der heutigen Gemeinde, in den ersten Jahren noch unter dem Namen „St. Jakob Thal“. Am 1. Jänner 1995 wurde Thal zur Marktgemeinde erhoben.

### Bevölkerungsentwicklung
| Thal: Einwohnerzahlen von 1869 bis 2024             | Thal: Einwohnerzahlen von 1869 bis 2024 | Thal: Einwohnerzahlen von 1869 bis 2024 | Thal: Einwohnerzahlen von 1869 bis 2024 | Thal: Einwohnerzahlen von 1869 bis 2024 |
| --------------------------------------------------- | --------------------------------------- | --------------------------------------- | --------------------------------------- | --------------------------------------- |
| Jahr                                                |                                         |                                         |                                         | Einwohner                               |
| 1869                                                | 1869                                    |                                         | 854                                     | 854                                     |
| 1880                                                | 1880                                    |                                         | 825                                     | 825                                     |
| 1890                                                | 1890                                    |                                         | 895                                     | 895                                     |
| 1900                                                | 1900                                    |                                         | 860                                     | 860                                     |
| 1910                                                | 1910                                    |                                         | 813                                     | 813                                     |
| 1923                                                | 1923                                    |                                         | 928                                     | 928                                     |
| 1934                                                | 1934                                    |                                         | 874                                     | 874                                     |
| 1939                                                | 1939                                    |                                         | 863                                     | 863                                     |
| 1951                                                | 1951                                    |                                         | 1.132                                   | 1.132                                   |
| 1961                                                | 1961                                    |                                         | 1.248                                   | 1.248                                   |
| 1971                                                | 1971                                    |                                         | 1.402                                   | 1.402                                   |
| 1981                                                | 1981                                    |                                         | 1.639                                   | 1.639                                   |
| 1991                                                | 1991                                    |                                         | 1.925                                   | 1.925                                   |
| 2001                                                | 2001                                    |                                         | 2.138                                   | 2.138                                   |
| 2011                                                | 2011                                    |                                         | 2.235                                   | 2.235                                   |
| 2021                                                | 2021                                    |                                         | 2.406                                   | 2.406                                   |
| 2024                                                | 2024                                    |                                         | 2.498                                   | 2.498                                   |
| Quelle(n): Statistik Austria, Gebietsstand 1.1.2021 |                                         |                                         |                                         |                                         |

## Kultur und Sehenswürdigkeiten

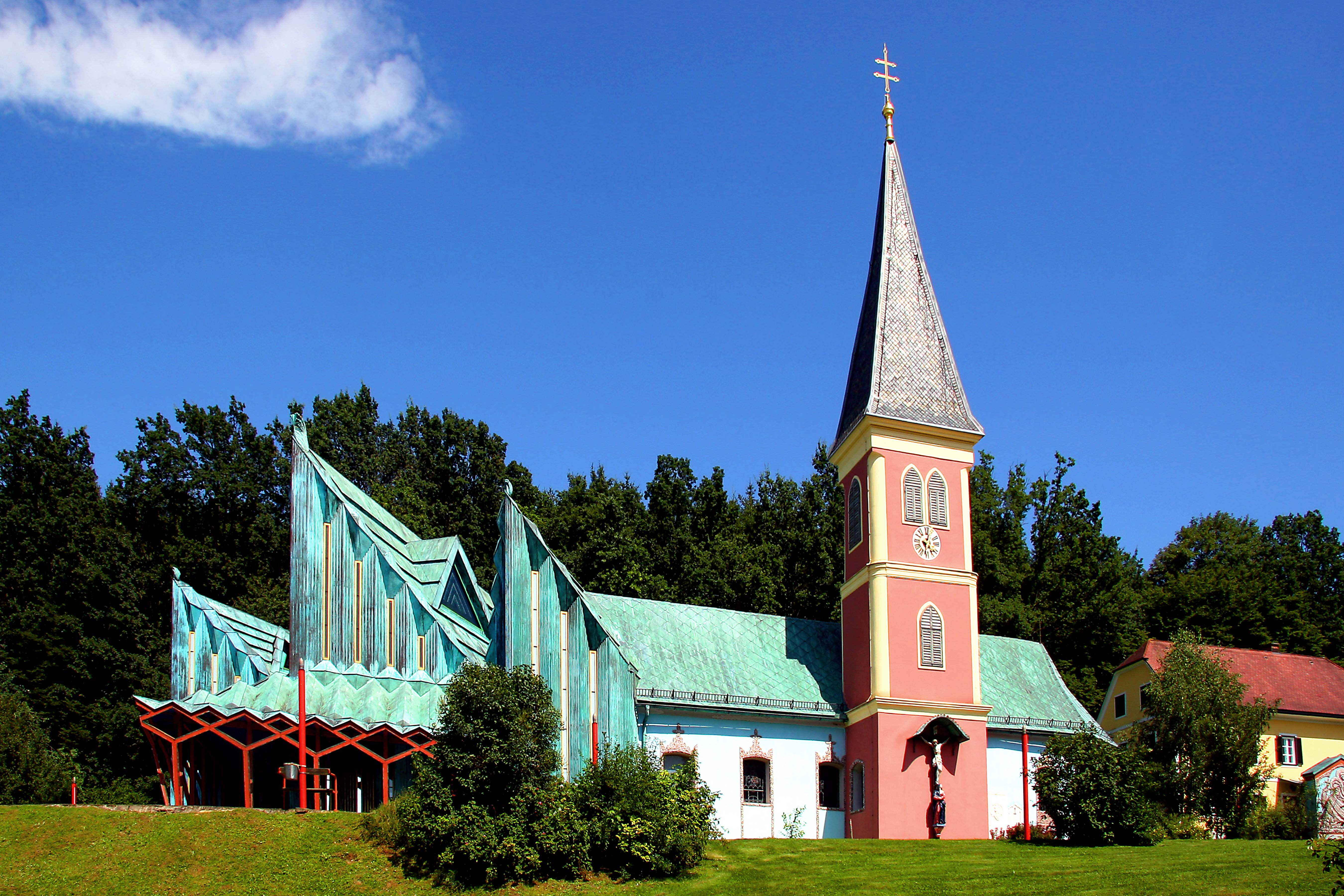
Pfarrkirche Thal

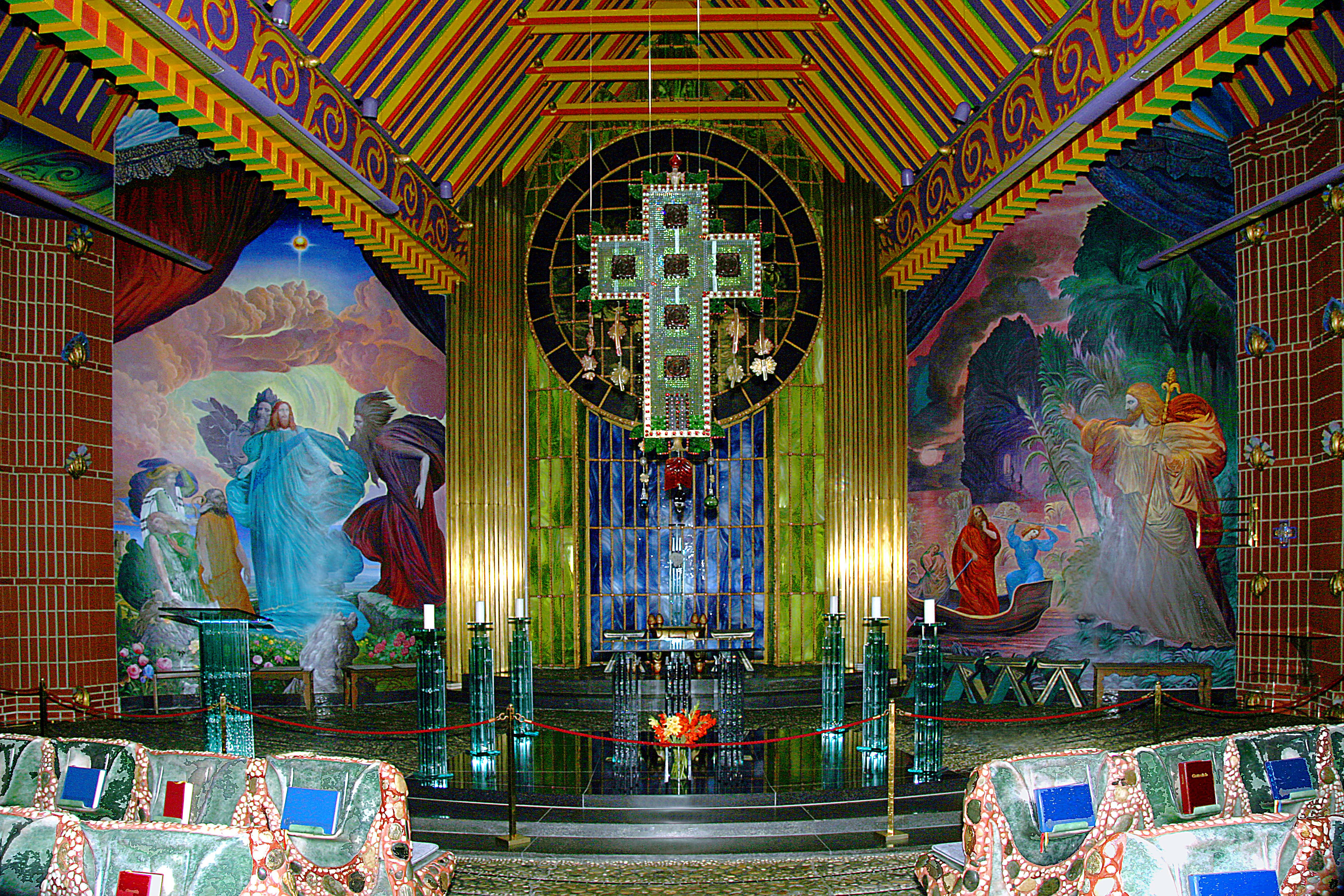
Innenansicht der Pfarrkirche

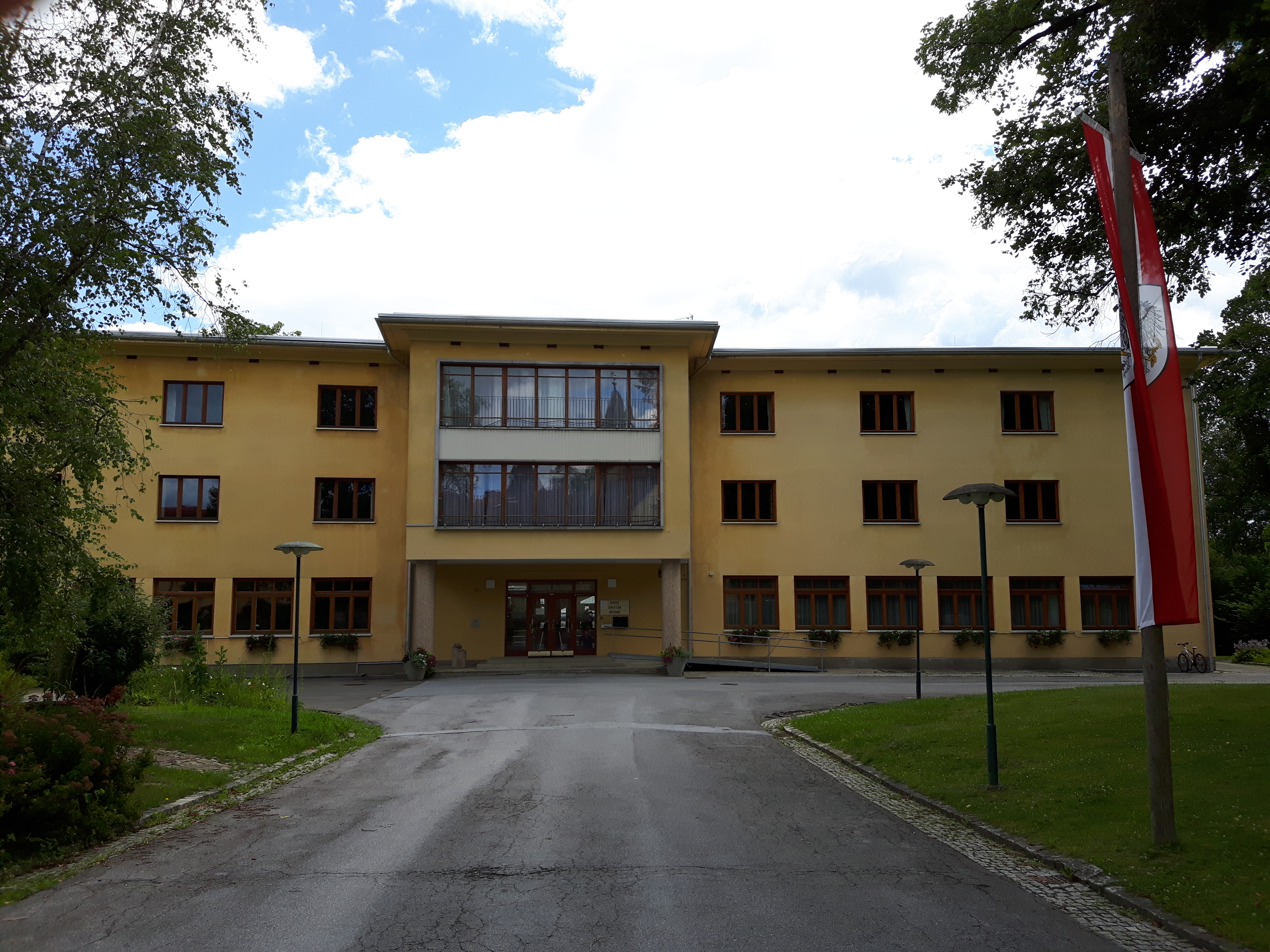
Landwirtschaftliche Fachschule Grottenhof-Hardt

- Pfarrkirche Thal: 1735 wurde an der Stelle einer vermutlich über einem Pestfriedhof errichteten Holzkapelle in barockem Stil die Pfarrkirche hl. Jakobus der Ältere erbaut und ursprünglich dem Hl. Sebastian geweiht. 1772 wurde die Jakobusstatue aus der verfallenden Kirche der Burg Untertal in die neue Kirche übertragen, die seither diesem Heiligen geweiht ist. 1992 (Grundsteinlegung am 23. Mai) bis 1994 (Kirchweihe durch Johann Weber am 15. Mai) erfolgte ein Zubau zur bestehenden Kirche unter dem Architekten Manfred Fuchsbichler, sowie dem österreichischen Maler, Grafiker und Architekten Ernst Fuchs, der die künstlerische Ausgestaltung des gesamten Komplexes mit phantastischer Farben- und Formenvielfalt und beeindruckenden Lichteffekten realisierte.

- Schloss Oberthal: Bereits im 12. Jahrhundert befand sich an der Stelle des heutigen Schlosses der Sitz der Herren von Waldsdorf in Form eines wehrhaften Edelhofes mit einer großen Meierei. Von 1315 bis 1605 war die Adelsfamilie Windisch-Graetz Eigentümer. 1563 wurde die Burg infolge größerer Umbau- bzw. Instandsetzungsarbeiten unter dem damaligen Bauherrn und Besitzer Erasmus von Windisch-Graetz um einen Schlossbau im Stil der Renaissance mit einem an drei Seiten durch dreigeschoßige Säulenarkaden umschlossenen Innenhof erweitert. Aus dieser Zeit existiert auch ein unterirdischer Gang der in Richtung Graz führt und nach einigen hundert Metern nicht mehr begehbar ist. 1605 bis 1622 im Besitz von Bernhard Walther von Walthersweil, 1622 bis 1624 im Besitz der Familie Schranz zu Schranzenegg, danach wurde es an Siegmund Friedrich Graf Trautmannsdorff verkauft. In der Zeit der Herrschaft von Siegmund Friedrich d. j. von Trautmannsdorff wurde das Schloss Oberthal zwischen 1656 und 1661 zu einem der glanzvollsten Schlösser in der Umgebung der Landeshauptstadt um- und ausgebaut. Oberhalb des Schlosses entstand ein großer, nach französischen Vorbildern angelegter Lustgarten, umgeben von einer Mauer und ausgestattet mit Grotten und Lusthaus. 1798 wurde Schloss Thal samt Herrschaft an Leopold Edler von Warnhauser verkauft und blieb bis 1841 im Besitz dieser Familie. Von 1841 an gehörte das Schloss den Freiherren von Walterskirchen. 1846 wurde das Schloss im romantisierenden Stil eines schottischen Schlosses umgestaltet. 1905 wurde Oberthal an eine slowenische Unternehmergruppe verkauft, die das Anwesen nach kurzer Zeit aus finanziellen Gründen abgeben mussten. In der Folge wechselte das Anwesen noch mehrmals den Besitzer und verfiel zunehmend, bis es in den Besitz von Friedrich Schuster kam, der das Schloss wieder instand setzte sowie die Umbauten aus 1846 beseitigte und so den ursprünglichen Barockbau wieder herstellte. 1940 kam das Schloss und der Besitz in die Hände der Familie Essberger. Von 1945 bis 1955 war hier die britische Kommandantur untergebracht, von 1955 bis 1957 ein Teil des Schlosses an die britische Botschaft vermietet. Mit 1. November 1958 wurde der Besitz an John Theodor Essberger zurückgestellt, 1959 verstarb dieser und der Besitz ging an seine Tochter Liselotte von Rantzau-Essberger über, die ihn 1993 an ihre Söhne Eberhart und Heinrich von Rantzau vererbte.

- Burg Unterthal: Die Burg wurde 1259 erstmals urkundlich erwähnt und auf einem Hügel zwischen der heutigen Pfarrkirche und dem Thalersee wahrscheinlich Anfang des 13. Jahrhunderts erbaut. Die Burg war von einer mächtigen Wehrmauer mit Schießscharten und Wehrgängen umgeben. Innerhalb der Mauer lag der Palas und andere Wohnbauten sowie die dem heiligen Jakob geweihte Burgkirche. 1569 wurde die Burg Unterthal mit der Herrschaft von Sebastian von Windisch-Graetz an den Kärntner Landeshauptmann Georg von Khevenhüller verkauft. Ab 1621 im Besitz der Eggenberger verfiel die Burg zur Ruine. 1715 zerstörte ein Brand weite Teile der Festung. Um 1750 war nun auch die Burgkapelle verfallen. 1772 wurde die Statue des Kirchenpatrons feierlich in die jetzige Pfarrkirche überführt und die Kirchenruine abgebrochen. In der Folge wurde nur noch der Rundturm bis 1979 bewohnt. 1996 wurden Teile der Burg restauriert und wieder bewohnbar gemacht.

- Schwarzenegger-Museum: Im Geburtshaus des heutigen Ehrenbürgers Arnold Schwarzenegger gibt es seit 2011 ein Museum. Schwarzeneggers Schulfreund Peter Urdl und andere haben sich jahrelang um Ausstellungsstücke bemüht. Heute sind in dem Gebäude, in dem der Bodybuilder, Schauspieler und Gouverneur die ersten 19 Jahre seines Lebens verbrachte, etwa das Stahlrohrbett zu sehen, in dem der Jugendliche schlief, ein Motorrad aus einem seiner Filme und ein Replikat des Schreibtisches des kalifornischen Gouverneurs. Die Eröffnung fand am 64. Geburtstag Schwarzeneggers statt.[2]

- Thalersee: Dieser künstlich angelegte See zieht nicht nur Erholungssuchende an, sondern dient auch als Sporttreffpunkt zum Walken, Laufen, Eislaufen und Eisstockschießen. Zwischen 2007 und 2019 war auch ein Bogensport-Parcours im Weiler Haslau in Betrieb.
- Arnold-Schwarzenegger-Wanderweg: Rund um die Medienaufmerksamkeit, die durch die Wahl von Arnold Schwarzenegger zum Gouverneur von Kalifornien entstand, wurde dieser Wanderweg zusammengestellt und im Oktober 2004 eröffnet.
- Grazer Golfclub in Thal: Der Grazer Golfclub in der Gemeinde Thal bietet seit 2007 eine 18-Loch-Anlage mit weiteren 9 Loch als attraktive Ergänzung.
- Marktmusikverein Thal: 1948 erfolgte die Vereinsgründung.[3] Die Anzahl der Musiker beträgt zurzeit 48, dazu kommen 5 Marketenderinnen. 21 Musiker sind unter 30 Jahre alt.

## Wirtschaft und Infrastruktur
Die wirtschaftliche Struktur von Thal bilden zum einen die Land- und Forstwirtschaft, zum anderen einige kleine Gewerbe- und Dienstleistungsbetriebe.
Die Abwässer der Gemeinde werden in der Kläranlage der Stadt Graz in Gössendorf gereinigt und anschließend der Mur zugeführt.

### Verkehr
Die Pyhrn Autobahn (A9) verläuft im Plabutschtunnel durch das Gemeindegebiet und kann über die Anschlussstelle Graz-Nord (175) in ca. 8 km erreicht werden. Die Grazer Straße (B 67) ist ca. 5 km entfernt. Der öffentliche Verkehr durch Busse der Graz AG Verkehrsbetriebe spielt eine sehr geringe Rolle. In Thal selbst befindet sich kein Bahnhof, der nächste Bahnhof ist der Hauptbahnhof Graz in ca. 8 km Entfernung. Der Flughafen Graz ist ca. 20 km entfernt.

### Bildung
- Kindergarten im Ort Thal
- Volksschule im Ort Thal
- Landwirtschaftliche Fachschule Grottenhof-Hardt (bis 2017) und Handelsschule (bis 2019) im Weiler Hardt

## Politik

### Gemeinderat
Der Gemeinderat hat 15 Mitglieder.
- Mit den Gemeinderatswahlen in der Steiermark 2000 hatte der Gemeinderat folgende Verteilung: 9 SPÖ, 3 ÖVP, 2 Grüne und 1 FPÖ.
- Mit den Gemeinderatswahlen in der Steiermark 2005 hatte der Gemeinderat folgende Verteilung: 10 SPÖ, 3 Grüne und 2 ÖVP.[5]
- Mit den Gemeinderatswahlen in der Steiermark 2010 hatte der Gemeinderat folgende Verteilung: 9 SPÖ, 3 ÖVP und 3 Grüne.[6]
- Mit den Gemeinderatswahlen in der Steiermark 2015 hatte der Gemeinderat folgende Verteilung: 8 Liste Matthias Brunner – Thaler Volkspartei, 6 SPÖ und 1 Grüne.[7]
- Mit den Gemeinderatswahlen in der Steiermark 2020 hat der Gemeinderat folgende Verteilung: 11 Liste Matthias Brunner – Thaler Volkspartei, 3 SPÖ und 1 Grüne.[8]

### Bürgermeister
- 1989–2008 Peter Urdl (SPÖ)
- 2008–2015 Peter Schickhofer (SPÖ)
- seit 2015 Matthias Brunner (ÖVP – Thaler Volkspartei)[9]

### Wappen
Seit 1. Juli 1987 ist Thal berechtigt, ein eigenes Wappen zu führen: In Rot zwei silberne Pfähle, jeder Pfahl belegt mit sechs Muscheln in Schattenfarbe.
Die Pfähle stammen aus dem Familienwappen der ältesten nachweisbaren adeligen Grundherrschaft „von Waldsdorf“. Die Muscheln weisen auf den Pfarrpatron, den Apostel Jakobus d. Ä.
Die offizielle Verleihung erfolgte am 11. Juli 1987.

## Persönlichkeiten

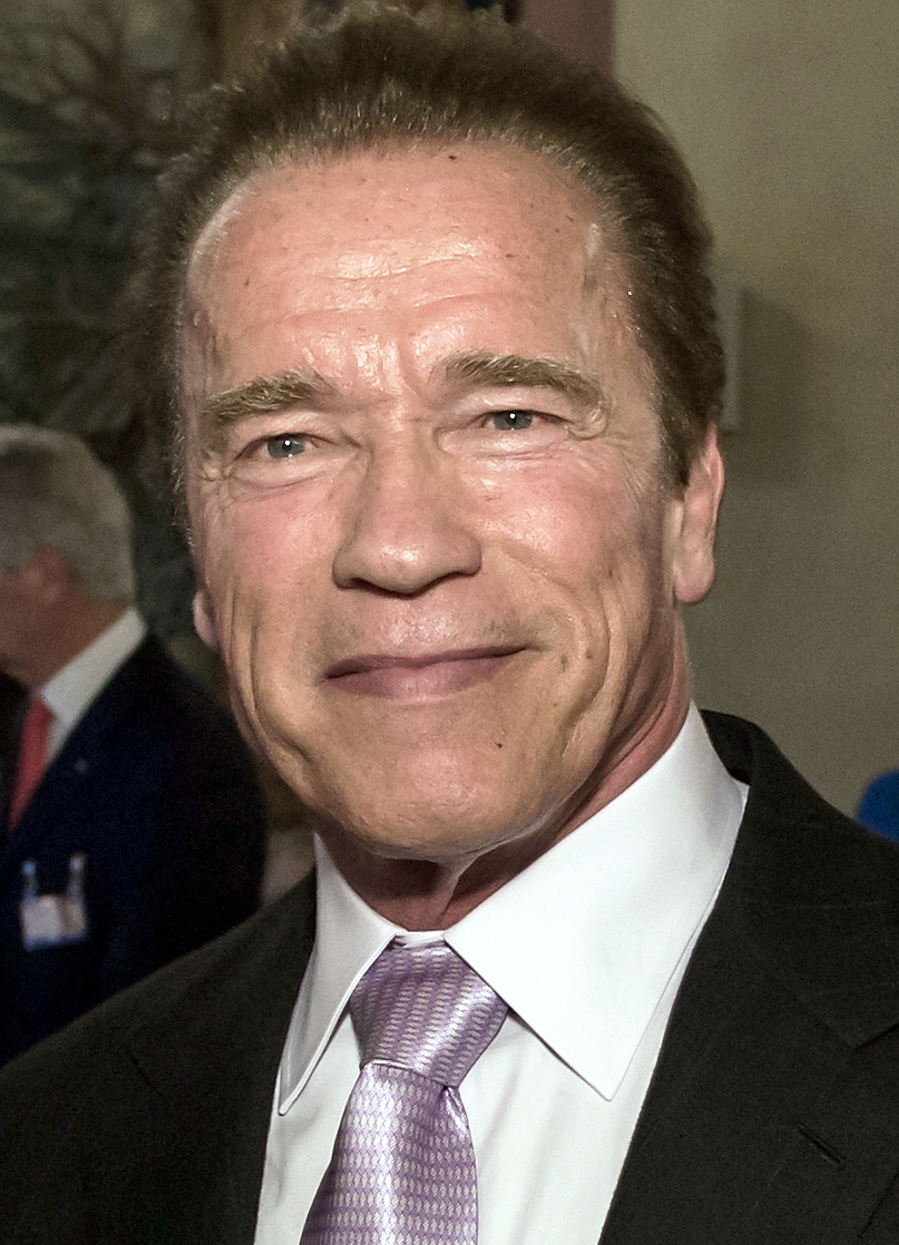
Arnold Schwarzenegger, geboren und aufgewachsen in Thal

### Söhne und Töchter der Gemeinde
- Josef Schmidbauer (1816–1886), Realitätenbesitzer und Politiker, Mitglied des Abgeordnetenhauses 1879–1885[11]
- Arnold Schwarzenegger (* 1947), österreichischer Bodybuilder, Mister Olympia, Schauspieler und ehemaliger Gouverneur von Kalifornien, geboren und aufgewachsen in Thal
- Carina Wenninger (* 1991), Fußballspielerin
- Werner Gregoritsch (* 1958), Fußballer, Fußballtrainer
- Michael Gregoritsch (* 1994), Fußballer
- Arvid Auner (* 1997), Snowboarder

### Personen mit Beziehung zur Gemeinde
- Joe Polaischer (1946–2008), in Österreich geborener Permakulturexperte (stammt von der Koralpe), nach Neuseeland ausgewandert, verbrachte mehrere Jugendjahre in Thal

### Ehrenbürger
(In der Klammer das Datum des Gemeinderatsbeschlusses)
- Peter Urdl (25. September 2008)
- Lieselotte von Rantzau (15. Juni 1987)
- Johann Bloder (15. Juni 1987)
- Fritz Dulnig (15. Juni 1987)
- Franz Purkt (15. Juni 1987)
- Arnold Schwarzenegger (17. Juli 1988)
- Otto von Habsburg (11. April 1936)
- Simpert Wehinger (18. Juli 1929)
- Feldmarschallleutnant August Urbański von Ostrymiecz